# Mitracarpus longicalyx
Mitracarpus longicalyx là một loài thực vật có hoa trong họ Thiến thảo. Loài này được E.B.Souza & M.F.Sales mô tả khoa học đầu tiên năm 2001.